# Wangi Falls
Wangi Falls är ett vattenfall i Australien. Det ligger i territoriet Northern Territory, omkring 80 kilometer söder om territoriets huvudstad Darwin.
Trakten runt Wangi Falls är nära nog obefolkad, med mindre än två invånare per kvadratkilometer.. Det finns inga samhällen i närheten.
I omgivningarna runt Wangi Falls växer huvudsakligen savannskog. Genomsnittlig årsnederbörd är 1 882 millimeter. Den regnigaste månaden är januari, med i genomsnitt 467 mm nederbörd, och den torraste är juni, med 1 mm nederbörd.